# ووگو
ووگو (به لاتین: Vågå) یک شهرداری در نروژ است که در اوپلاند واقع شده‌است.

## خصوصیات
ووگو ۱٬۳۳۰ کیلومترمربع مساحت و ۳٬۷۲۴ نفر جمعیت دارد.